# Parlement van Oeganda
Het Parlement van Oeganda (Engels: Parliament of Uganda; Swahili: Bunge la Uganda) is de volksvertegenwoordiging van de Republiek Oeganda. Het eenkamerparlement telt sinds 2021 529 leden waarvan er 353 worden gekozen via het meerderheidsstelsel, voor elk kieskring een lid. Daarnaast zijn er 146 zetels gereserveerd voor vrouwen die via een districtenstelsel worden gekozen. Ten slotte zijn er 30 zetels gereserveerd voor het leger (10), de jeugd (5), de ouderen (5), vakbonden (5) en mensen met een lichamelijke beperking (5). Zij worden gekozen door speciale kiescommissies.
Voorloper van het Parlement van Oeganda zijn de Oegandese Wetgevende Raad (Uganda Legislative Council) die bestond ten tijde van het Britse protectoraat over Oeganda (1921-1962) en zeer beperkte bevoegdheden bezat en de belangen van de kolonisten behartigde. Pas sinds 1945 hadden er ook zwarte Afrikanen zitting in de Wetgevende Raad. Na de onafhankelijkheid (1962) werd de Wetgevende Raad vervangen door de Nationale Vergadering (National Assembly) wier naam uiteindelijk werd gewijzigd in Parlement van Oeganda (1967). In 1971, na de staatsgreep van Idi Amin werd het parlement ontbonden en pas na het verdrijven van de dictator in 1979 werd het parlement in ere hersteld. Na de machtsovername door Yoweri Museveni in 1986 werd het parlement vervangen door de Nationale Verzetsraad (National Resistance Council). De Verzetsraad bestond volledig uit leden van de National Resistance Movement (NRM) die door Museveni werden benoemd. In 1989 volgde de eerste verkiezingen sinds 1980 en daarbij konden alleen partijloze kandidaten worden gekozen. In 1996 werd de oude naam van de volksvertegenwoordiging, Parlement, weer aangenomen. Sinds 2006 mogen er politieke partijen meedoen aan de verkiezingen en werd de NRM van Museveni omgezet in een politieke partij. 
Bij de verkiezingen van 2021 verkreeg de NRM 316 zetels, een winst van 23 t.o.v. van vijf jaar eerder. De oppositie wordt gevormd door het National Unity Platform (NUP) met 61 zetels. Een volledige uitslag laat evenwel nog op zich wachten.
Sinds 2011 is Rebecca Kadaga voorzitter van het Parlement van Oeganda. Zij is de eerste vrouw die deze functie bekleedt.

## Zetelverdeling

Zetelverdeling na de verkiezingen van 2016